# Trần Hàm (Tây Hán)
Trần Hàm (chữ Hán: 陈咸, ? – ?), tên tự là Tử Khang, người huyện Hào, quận Bái , là quan viên nhà Tây Hán trong lịch sử Trung Quốc.

## ThờiHán Nguyên đế
Năm 18 tuổi, Hàm nhờ cha là Trần Vạn Niên làm đến Ngự sử đại phu, mà được nhiệm chức Lang. Hàm có tài năng xuất chúng, tính cương trực bất khuất; nhiều lần bàn chính sự, chỉ trích cận thần, có đến vài mươi lần dâng thư, nên được thăng làm Tả tào. Trần Vạn Niên từng có lúc bị bệnh, gọi Hàm đến bên giường mà răn dạy, nói đến nửa đêm, Hàm ngủ gật, đập đầu vào bình phong. Vạn Niên cả giận, vơ gậy muốn đánh, nói: "Bỏ công dạy dỗ mày, mày lại ngủ, không nghe lời ta, sao vậy?" Hàm dập đầu nhận lỗi rằng: "Nghe vậy thì đã đủ hiểu lời cha, đại khái dạy Hàm siểm nịnh đấy." Vạn Niên không nói nữa.
Sau khi Vạn Niên mất, Hán Nguyên đế cất nhắc Hàm làm Ngự sử trung thừa, Tổng lĩnh châu quận tấu sự (tiếp nhận việc châu quận tâu lên), Khóa đệ chư thứ sử (khảo xét các thứ sử), Nội chấp pháp điện trung (quản lý pháp lệnh trong triều), công khanh trở xuống đều kính sợ ông. Khi ấy Trung thư lệnh Thạch Hiển chấp chánh chuyên quyền, Hàm chê bai xuất thân hoạn quan của ông ta, khiến Hiển và đồng bọn căm hận.
Bấy giờ Hàm đi lại thân thiết với danh sĩ cùng lứa là bọn Tiêu Dục (con trai của Tiêu Vọng Chi ), Hòe Lý lệnh Chu Vân (môn sanh của Tiêu Vọng Chi), Kinh Triệu Đốc bưu thư duyện Chu Bác, Tả tào trung lang tướng Vương Chương... đều căm ghét bọn Thạch Hiển. Riêng Chu Vân nhiều lần chỉ trích thừa tướng Vi Huyền Thành sợ Thạch Hiển mà bưng miệng giữ mình; về sau có nghi án Vân bao che cho bộ hạ giết người (nhưng chưa điều tra), thừa dịp Nguyên đế hỏi việc cai trị của Vân, Huyền Thành tố cáo Vân bạo ngược, nhưng Nguyên đế chưa quyết định sẽ làm gì. Khi ấy Hàm cũng có mặt ở trên điện, bèn kể lại cho Vân; vì thế Vân dâng thư tự biện bạch, còn Vân xoay xở tìm cách đưa vụ án về tay mình. Nhưng Huyền Thành nhờ tư cách thừa tướng đã giành được vụ án này, bắt giữ bộ hạ của Vân và kết tội giết người. Vân trốn vào Trường An, cùng Hàm bàn bạc; Hiển dò biết, bắt giữ cả hai người, khiến Huyền Thành tố cáo Hàm tiết lộ tin tức của cấm tỉnh, nên ông bị hạ ngục tra khảo.
Chu Bác nghe biết, bỏ chức mà đi, cải trang làm thầy thuốc, vào ngục của Đình úy tìm gặp Hàm, bày cho ông kế thoát tội. Bác ra khỏi ngục, thay đổi tên họ, trở thành nhân chứng của vụ án, chịu đến vài trăm cuộc tra khảo. Kết cục Đình úy không thể phán tội chết cho 2 người Hàm, Vân; tháng 7 ÂL năm Kiến Chiêu thứ 2 (37 TCN) , họ bị kết án phải chịu hình phạt "Khôn vi Thành đán" .

## ThờiHán Thành đế
Hán Thành đế mới nôi ngôi (33 TCN), Đại tướng quân Vương Phượng lấy việc Hàm khi trước chỉ trích Thạch Hiển, cho rằng ông có khí tiết trung trực, tâu xin cho Hàm được bổ làm Trưởng sử. Sau đó Hàm được thăng Ký Châu thứ sử, làm việc vừa ý Vương Phượng, nên được trưng làm Gián đại phu. Tiếp đó Hàm lại được ra làm Sở nội sử, Bắc Hải, Đông Quận thái thú. Nhưng Hàm được kẻ chống đối Vương Phượng là Kinh Triệu Doãn Vương Chương tiến cử, nên bị miễn quan , rồi được khởi dùng làm Nam Dương thái thú. Hàm ở nhiệm sở dựa vào sát phạt để lập oai, quan lại ngang ngược cho đến họ lớn phạm pháp, liền luận tội bắt về phủ, căn cứ mức độ phạm luật mà quy ra khối lượng lao dịch , giao cho phạm nhân cối đất chày gỗ, bắt giã đủ khối lượng ấy; trong quá trình lao dịch, phạm nhân tự ý cởi bỏ vòng cổ, khóa chân , ăn mặc không theo phép, liền thêm tội phạt đòn. Bị đốc thúc làm việc gay gắt, lại không chịu nổi đau đớn, nhiều phạm nhân tự thắt cổ mà chết, mỗi năm có vài trăm đến ngàn; thây của họ lâu ngày sinh dòi bọ, nhưng gia đình không được thu về.
Hàm cai trị theo lối của viên khốc lại Nghiêm Duyên Niên thời Hán Tuyên đế, nhưng bản thân không hề liêm khiết. Tại nhiệm sở, Hàm điều động thực phẩm từ các huyện trong quận để tự cung phụng, ăn uống xa xỉ; nhưng ông thúc ép quan lại dưới quyền giữ gìn đức hạnh, không được phạm pháp, còn công khai gửi thư răn dạy rằng: "Nếu mọi người đều tham muốn rồi làm theo ý mình, thì một quận có trăm thái thú đấy, sao được như vậy!" Vì thế trong quận của Hàm, quan lại sợ hãi, cường hào khuất phục, hiệu lệnh được tuân theo răm rắp, nhưng hoạn lộ của ông lại theo chiều đi xuống. Hàm vốn là con trai của đại thần có địa vị ngang với tam công, sớm nổi tiếng ở triều đình, còn bọn Tiết Tuyên, Chu Bác, Trạch Phương Tiến, Khổng Quang khởi nghiệp kém ông rất xa, đều nhờ liêm khiết kiệm ước mà vượt lên, làm đến công khanh, còn Hàm bị ách lại ở chức quận thú.
Bấy giờ Xa kị tướng quân Vương Âm phụ chánh, tin dùng Trần Thang. Hàm nhiều lần hối lộ Thang, còn gởi thư rằng: "Nhờ sức của Tử Công (tên tự của Thang), được vào đế thành, thì chết không oán hận." Năm 16 TCN , Hàm được trưng vào triều làm Thiếu phủ . Chức Thiếu phủ quản lý nhiều tài sản, Hàm tra xét thuộc quan, tìm ra những thứ mà họ giấu riêng, trong quá trình tổ chức buôn bán công. Quan thuộc với quan lại của Trung cung hoàng môn (quản lý hoạn quan tháp tùng hoàng hậu), Câu thuẫn (quản lý Ngự uyển), Dịch đình (nơi ở của cung nữ) bị Hàm tâu lên luận tội, sợ ông đến không dám thở ra.
Khi xưa Hàm mới nhận chức Thiếu phủ, cùng Kinh Triệu Doãn Trạch Phương Tiến kết bạn thân thiết. Đến khi chức Ngự sử đại phu khuyết, Hàm với Phương Tiến, Phùng Tín được đề cử, mặc dù Hàm và Phùng Tín đều hậu duệ của thế gia tại kinh sư, nhưng Phương Tiến mới là người nhận được nhiều sự ủng hộ hơn cả. Năm 15 TCN , Hán Thành đế gom mấy việc của năm trước: khởi nghĩa Trịnh Cung ở quận Quảng Hán, tang lễ của Cung Thành thái hậu không chu toàn, quan lại thu thuế thiếu hụt để trách mắng thừa tướng, ngự sử. Hàm mượn dịp này cật vấn Phương Tiến, góp phần vào kết quả thừa tướng Tiết Tuyên bị miễn quan, Phương Tiến bị giáng làm Chấp Kim Ngô; việc này khiến Phương Tiến ghi hận trong lòng. Nhưng 20 ngày sau, quần thần đồng loạt đề cử Phương Tiến thay làm thừa tướng, Thành đế cũng đồng ý. Trước đó, Vương Âm mất, Vương Thương thay làm phụ chánh, mà Thương vốn ghét Trần Thang, nên bới móc lỗi lầm, đày Thang làm lính thú ở Đôn Hoàng, thành ra Hàm đã không còn chỗ dựa. Vì thế Hàm lo sợ, sai viên quan nhỏ là Đỗ Tử Hạ thăm dò Phương Tiến, tìm cơ hội biện giải cho mình, nhưng Tử Hạ nhắm thấy Phương Tiến không chịu bỏ qua, nên chẳng dám nói gì. Quả nhiên Phương Tiến tâu rằng: "Hàm trước làm quận thú, tại nhiệm sở hành vi tàn khốc, gây hại quá lắm cho quan dân. Biển thủ của công, đáng chịu thẩm tra. Còn quan chức là nịnh hót bề tôi gian tà Trần Thang để cầu được tiến cử. Hành vi vô sỉ, không nên giữ chức." Hàm bị kết tội, chịu miễn quan.
Năm 12 TCN , Hồng Dương hầu Vương Lập tiến cử Hàm theo khoa Phương chánh (gọi đầy đủ là khoa Hiền lương Phương chánh Năng trực ngôn cực gián), ông vượt qua khảo hạch, được làm Quang lộc đại phu Cấp sự trung, Trạch Phương Tiến tâu rằng Hàm vốn là cửu khanh, có tội tham tà, không xứng được cử theo khoa Phương chánh, nên ông lại bị miễn quan.
Năm 8 TCN , Vương Lập liên quan đến vụ án Thuần Vu Trường, buộc phải về nước phong, Phương Tiến lại tâu để buộc Hàm quay về bản quận, khiến ông lo lắng mà chết, không rõ khi nào.